# Miskolc
Miskolc ([ˈmiʃkolt͡s]ⓘ) es una ciudad situada en el condado de Borsod-Abaúj-Zemplén, en la parte nororiental de Hungría. Tiene una población estimada, a inicios de 2022, de 147 480 habitantes.
Es un centro regional y la capital del condado.

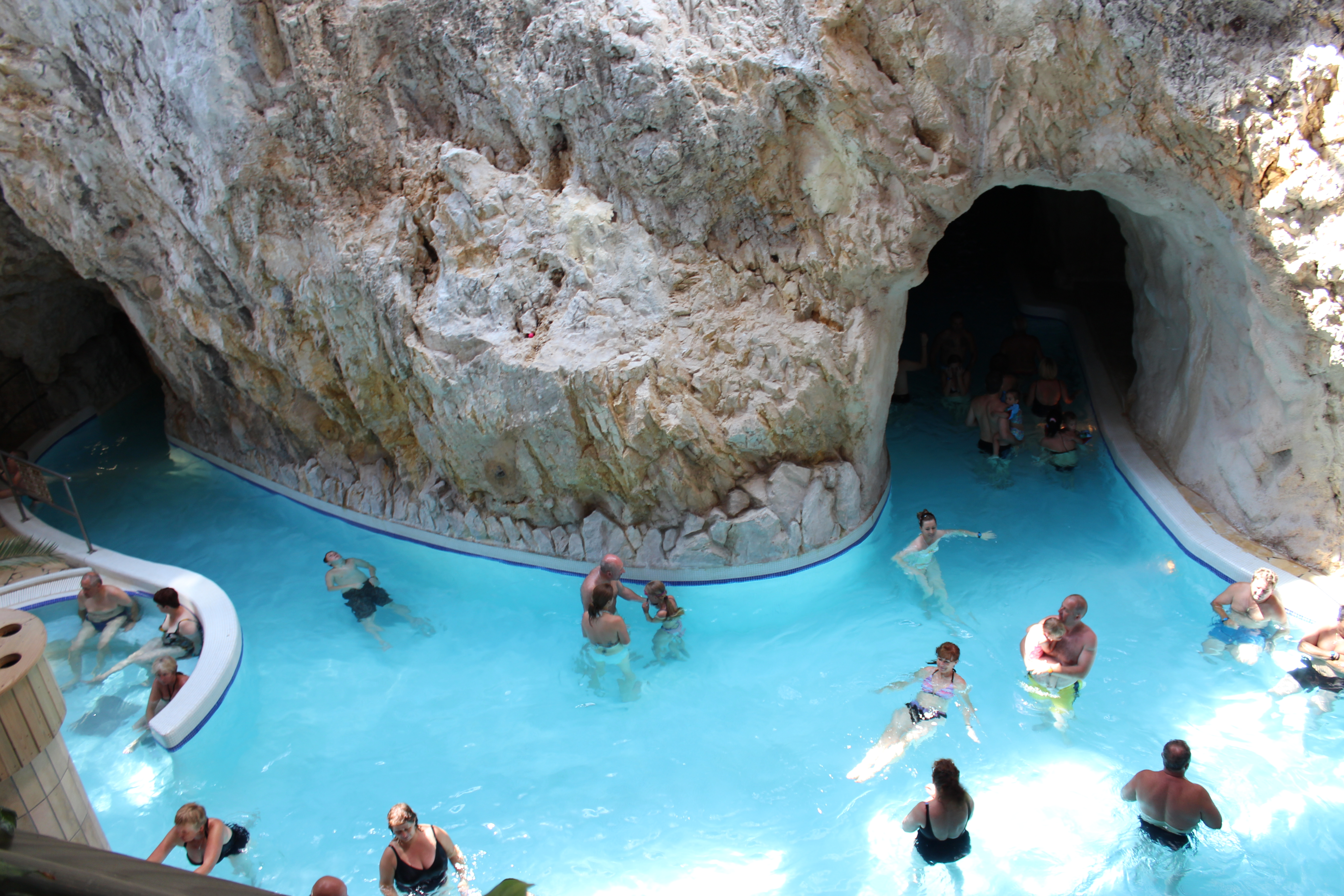
Balneario en cueva natural

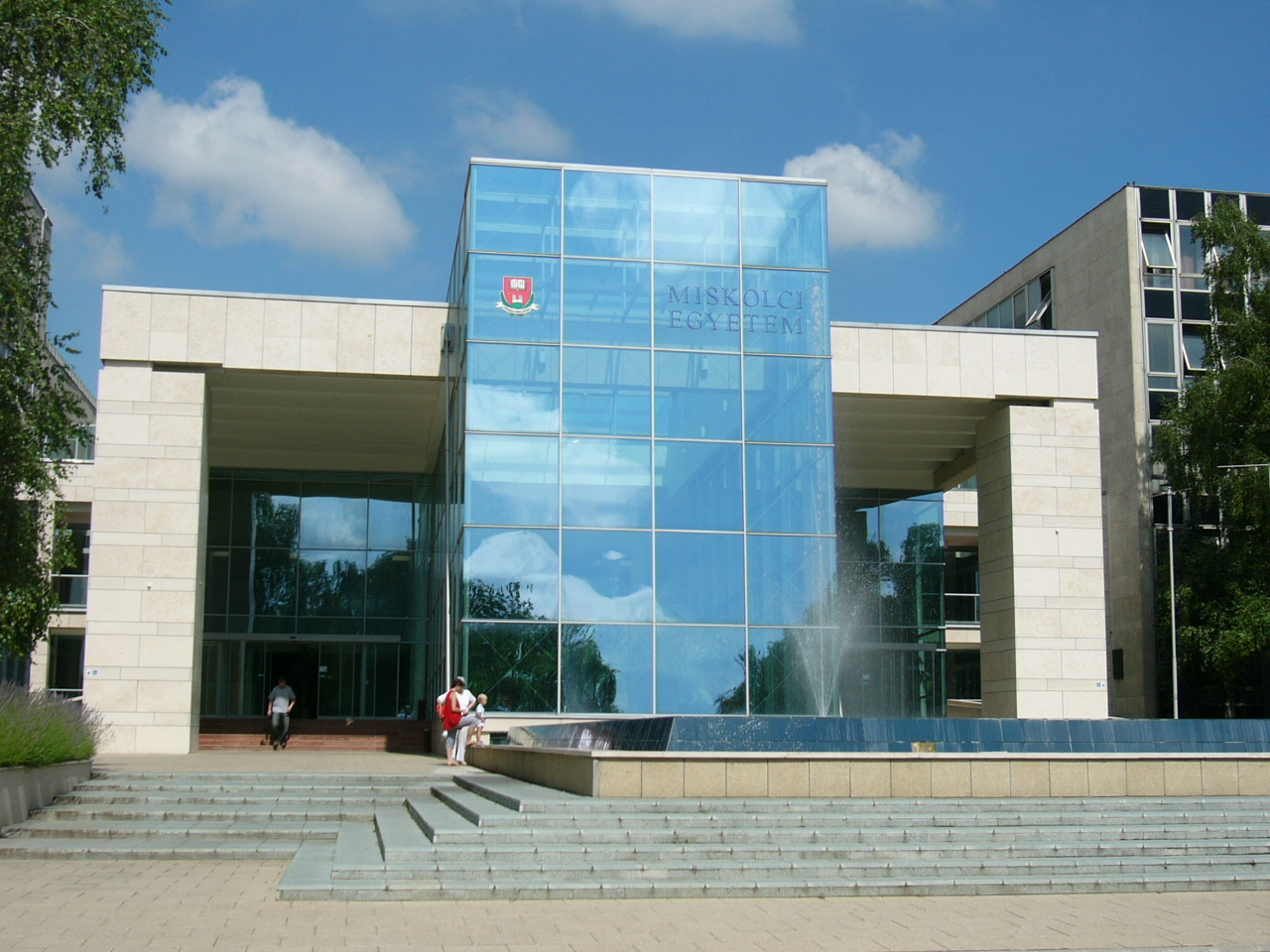
Universidad de Miskolc

## Geografía
Se encuentra en las proximidades de la frontera eslovaca, cerca de las montañas de Bükk.
Tiene una superficie de 236.67 km².
El punto más alto de Miskolc es la cumbre de Borovnyák (945 m). El territorio más bajo está alrededor del río Sajó (110-120 m).

## Población
En 2001 tenía 185.387 habitantes (95,7% húngaros, 2,2% gitanos, 0,3% eslovacos, 0,3% alemanes de Hungría, 0,1% griegos y 1,4% otros). Había 73.508 viviendas.
En 2004 tenía una población de 178.950 habitantes.

## Algunos barrios de la ciudad
- Avas: Colina con un sitio de vista panorámica y con la torre de la televisión. Al norte de Avas se encuentran calles estrechas y bodegas. Al sur está la zona residencial.
- Belváros (Centro de la ciudad): Es el centro histórico de Miskolc, con atmósfera del siglo XIX, que se conserva solo en la calle principal peatonal.
- Diósgyőr: Sitio histórico con un castillo real y con el estadio de fútbol.
- Egyetemváros (Ciudad Universitaria): Es la parte de la ciudad donde están ubicados los edificios de la Universidad de Miskolc. Alberga también un gran parque.
- Hejőcsaba y Görömböly: Antes fueron dos pueblos, ahora son barrios de la ciudad, Hejőcsaba desde 1945, Görömböly desde 1950.
- Miskolctapolca (Tapolcafürdő): Es un lugar turístico donde existe un balneario con una cueva natural. Es parte de la ciudad desde 1950. Antes era parte de Görömböly.
- Otros barrios de la ciudad de Miskolc son: Alsóhámor (1950), Bükkszentlászló (1981), Felsőhámor (1950), Lillafüred, Ómassa, Szirma (1950).

## Ciudades hermanadas
- Asan (Corea del Sur)
- Aschaffenburg (Alemania)
- Burgas (Bulgaria)
- Cleveland (Estados Unidos)
- Košice (Eslovaquia)
- Katowice (Polonia)
- Ostrava (República Checa)
- Tampere (Finlandia)
- Valenciennes (Francia)